# مردی با نقاب آهنین (فیلم ۱۹۳۹)
مردی با نقاب آهنین (انگلیسی: The Man in the Iron Mask) فیلمی آمریکایی به کارگردانی جیمز ویل است که در سال ۱۹۳۹ منتشر شد.

## بازیگران
- جوآن بنت
- وارن ویلیام
- جوزف شیلدکات
- آلبرت دکر
- پیتر کوشینگ
- آلن هیل
- برت روچ
- دوریس کنیون
- لین چندلر
- ماریون مارتین
- میلز ماندر
- مونتاگو لاو
- والتر کینگزفورد
- ویندم استندینگ
- دارسی کوریگان